# Montane zone
De montane zone is de vegetatiezone boven de submontane zone en onder de subalpiene zone en wordt gekenmerkt door bossen en een gemiddelde temperatuur tussen de 6 en 12 °C.

## Vegetatiezone
In de vegetatiezonering in gebergten ligt de bovengrens van de montane zone daar, waar de dichtheid van het bos afneemt en waarboven alleen nog soorten voorkomen die bestand zijn tegen de daar heersende klimatologische omstandigheden. De hoogte hangt af van de plaats op aarde en dan vooral van de breedtegraad. In de tropen van Zuidoost-Azië ligt de boomgrens boven 4000 m boven de zeespiegel, terwijl deze in Schotland en het westen van Noorwegen op 450 m is of zelfs lager ligt.
Omdat het gemiddeld koeler is in bergbossen dan in het laagland op dezelfde breedtegraad, treft men er vaak soorten aan die kenmerkend zijn voor laaglandregenwoud dat op een andere breedtegraad ligt. Daardoor verschillen bergbossen sterk van de in het laagland gelegen regenwouden in dezelfde streek. Bergbossen op geïsoleerd liggende bergen, de zogenoemde 'sky islands', liggen als eilandbiotopen in een oceaan van laaglandhabitats.
In de Sierra Nevada van Californië vindt men in de montane zone de draaiden (Pinus contorta) in een grote dichtheid, terwijl op wat grotere hoogte tegen de subalpiene zone (Pinus albicaulis) domineert die in lagere dichtheden voorkomt.

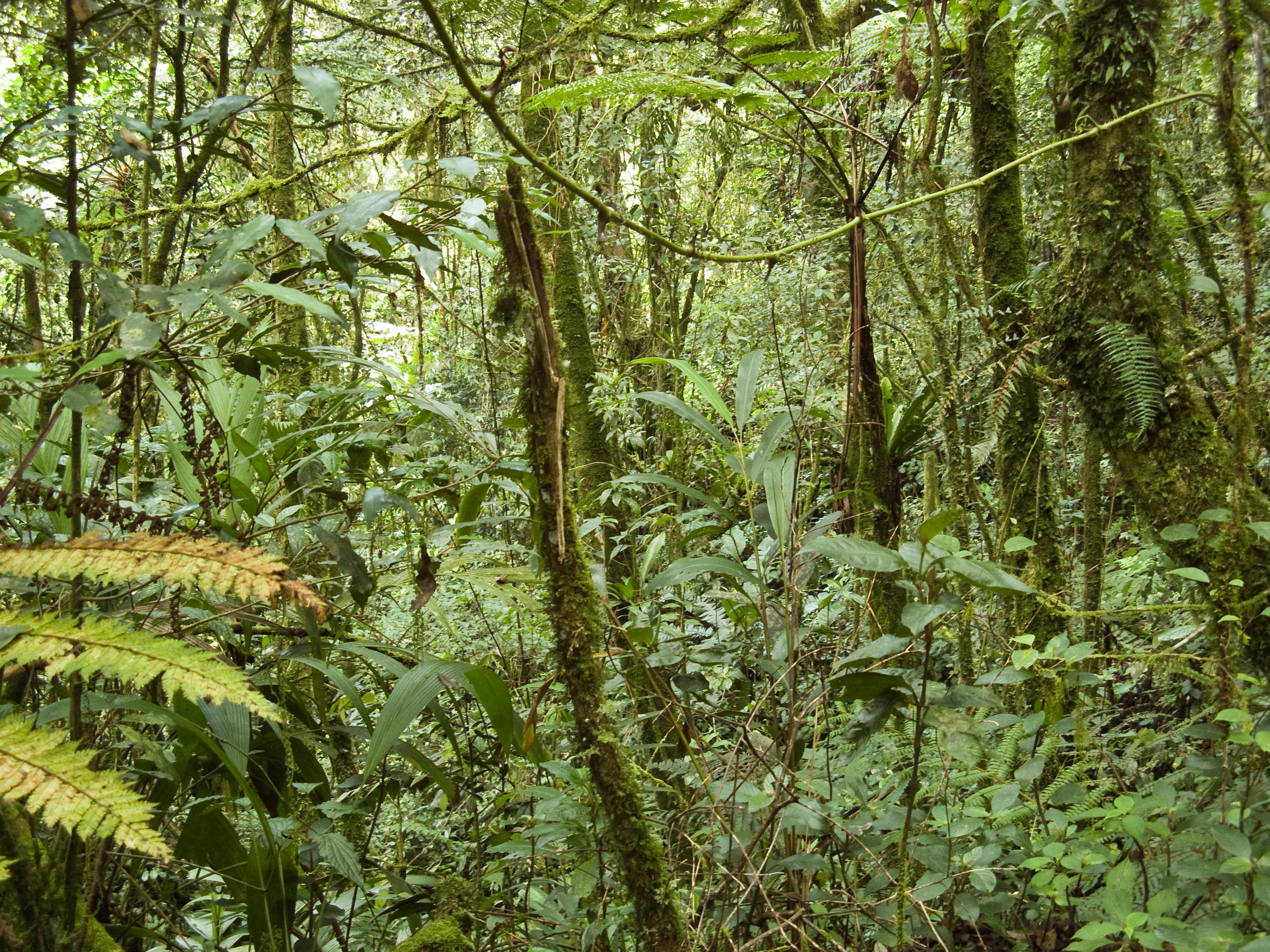
Tropische bergbossen op ongeveer 2000 m boven de zeespiegel in Maleisië (Gunung Batu Brinchang)
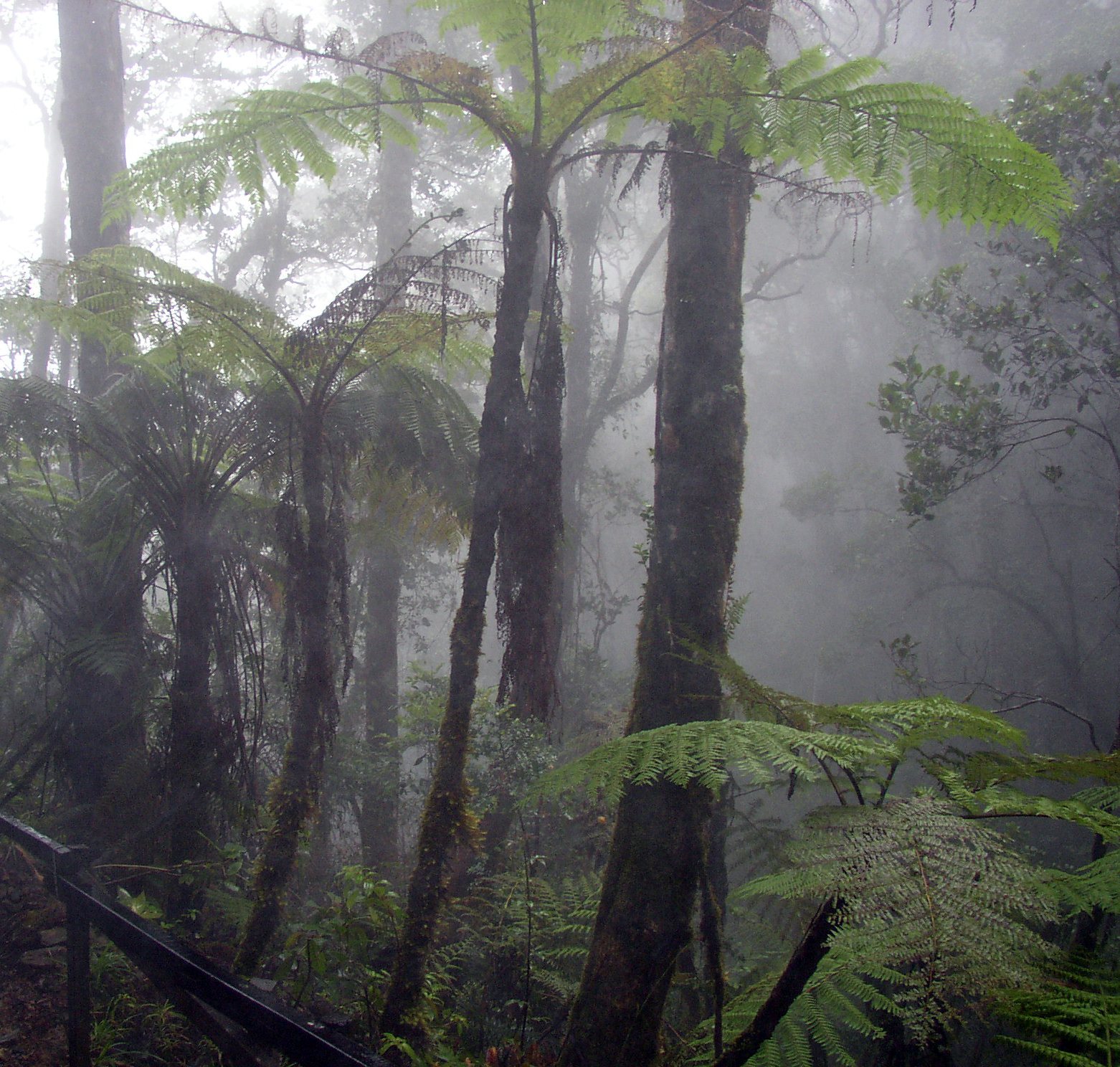
Nevelwoud op de helling van de Gunung Kinabalu (4095 m) op Noord-Borneo (Oost-Maleisië).

Het nevelwoud is een type bergbos, dat zijn vocht verkrijgt van wolken, nevel en mist. Nevelwouden zijn tropische of subtropische, altijd groenblijvende wouden. Zij vertonen vaak een grote rijkdom aan mossen die de grond bedekken en/of epifytisch groeien op boomschors en takken (corticool) en op en onder bladeren (epifyl). Daarom worden deze wouden ook wel "mosbos" ((en)  mossy forest) genoemd. Zij ontwikkelden zich het best in laagtes tussen bergtoppen waar het vocht goed wordt vastgehouden.